# لوتتین
| سامانه  | ردیف    | اشکوب      | سن (میلیون سال) |
| ------- | ------- | ---------- | --------------- |
| نئوژن   | میوسن   | آکیتانین   | → پیش از آن     |
| پالئوژن | الیگوسن | چاتین      | ۲۳٫۰۳–۲۸٫۴      |
| پالئوژن | الیگوسن | روپلین     | ۲۸٫۴–۳۳٫۹       |
| پالئوژن | ائوسن   | پریابونین  | ۳۳٫۹–۳۷٫۲       |
| پالئوژن | ائوسن   | بارتونین   | ۳۷٫۲–۴۰٫۴       |
| پالئوژن | ائوسن   | لوتتین     | ۴۰٫۴–۴۸٫۶       |
| پالئوژن | ائوسن   | ایپرزین    | ۴۸٫۶–۵۵٫۸       |
| پالئوژن | پالئوسن | تانتین     | ۵۵٫۸–۵۸٫۷       |
| پالئوژن | پالئوسن | سلاندین    | ۵۸٫۷–۶۱٫۷       |
| پالئوژن | پالئوسن | دانین      | ۶۱٫۷–۶۵٫۵       |
| کرتاسه  | پسین    | ماستریختین | → پس از آن      |

در مقیاس زمانی زمین‌شناسی، لوتتین (به انگلیسی: Lutetian) به اشکوب یا عصری در دور ائوسن گفته می‌شود که از نزدیک ۴۷٫۸ میلیون سال پیش و با پایان عصر ایپرزین آغاز شد و تا ۴۱٫۳ میلیون سال پیش ادامه داشت. این عصر در کنار عصر بارتونین تشکیل‌دهنده «ائوسن میانی» هستند. گاه اما به جای به کاربردن ائوسن میانی، ایپرزین و لوتتین با هم ترکیب می‌شود و از آن‌ها با عنوان «ائوسن آغازین» یاد می‌شود.